# Třtěnice
Třtěnice (en allemand : Tschetienitz) est une commune du district de Jičín, dans la région de Hradec Králové, en République tchèque. Sa population s'élevait à 345 habitants en 2022.

## Géographie
Třtěnice se trouve à 11 km au sud-est de Jičín, à 32 km au nord-ouest de Hradec Králové et à 81 km au nord-est de Prague.
La commune est limitée par Kovač au nord, par Podhorní Újezd a Vojice à l'est, par Chomutice au sud, par Vrbice à l'ouest et par Butoves au nord-ouest.

## Histoire
La première mention écrite de la localité date de 1391.

## Transports
Par la route, Třtěnice se trouve à 13 km de Jičín, à 37 km de Hradec Králové et à 107 km de Prague. 